# Inese Vaidere

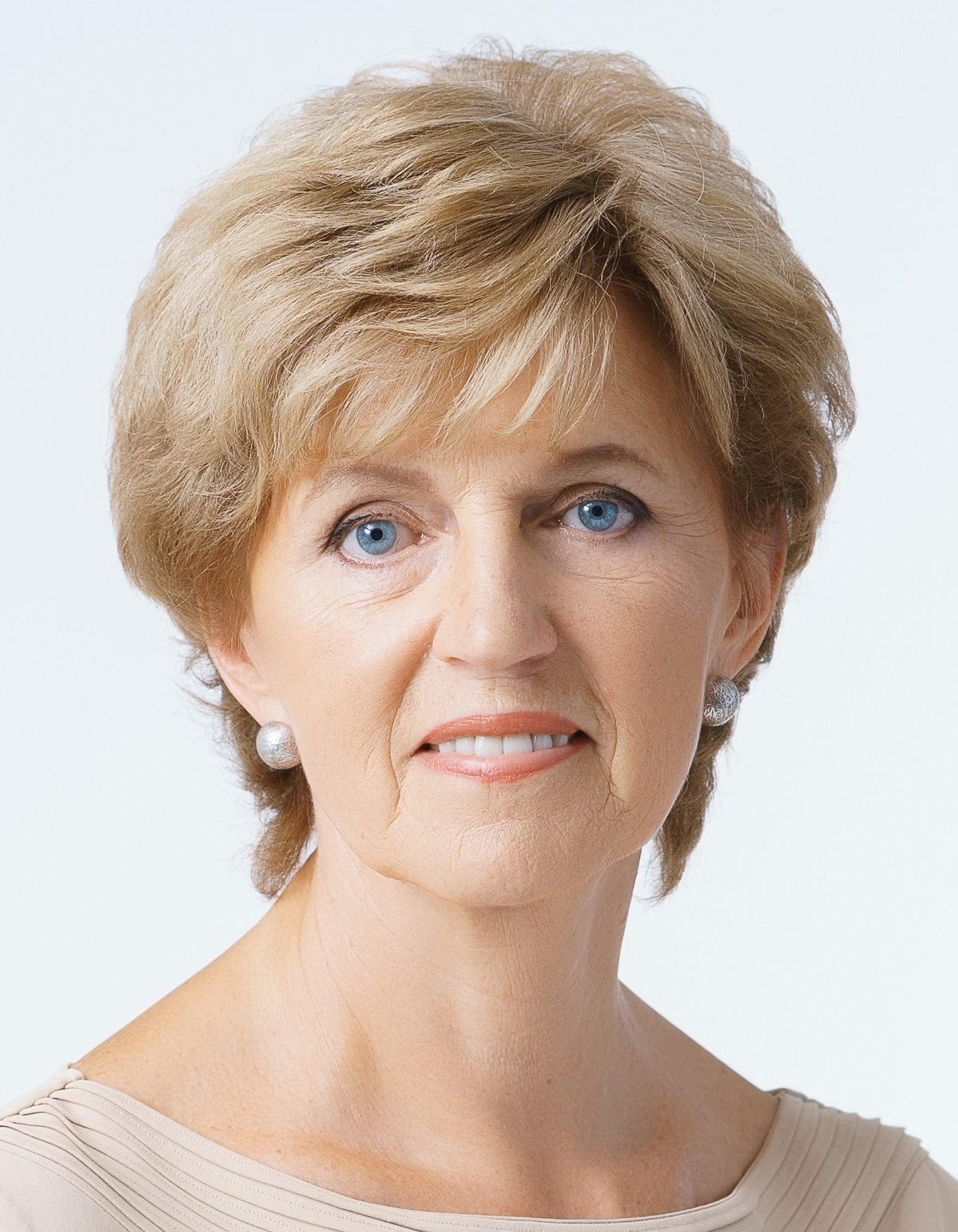
Inese Vaidere (2024)

Inese Vaidere (* 3. September 1952 in Jelgava) ist eine lettische Wirtschaftswissenschaftlerin und Politikerin (Vienotība).

## Leben
Vaidere studierte Wirtschaftsmathematik an der Universität Lettlands. Dort folgte später eine Aspirantur in Form eines Postgraduiertenstudiums, welches sie mit dem akademischen Abschluss als Kandidatin der Wissenschaften mit dem Schwerpunkt internationale Wirtschaft beendete. Ab 1975 war sie an der Universität Lettlands als Assistentin, Lehrbeauftragte, Dozentin und Professorin tätig. 1992 folgte ihre wirtschaftswissenschaftliche Promotion, später wurde sie noch außerordentliche Professorin für Wirtschaftswissenschaften und Professorin für Wirtschaftswissenschaften.
Von 1993 bis 1995 war Vaidere erste stellvertretende Chefredakteurin der Zeitschrift Labrīt. Danach war sie Mitarbeiterin im Amt für verbrauchsteuerpflichtige Waren und parlamentarische Staatssekretärin im lettischen Wirtschaftsministerium. 1997 wurde sie zur Beraterin des Ministerpräsidenten der Republik Lettland ernannt, ein Jahr später zur Umweltministerin und ein weiteres Jahr später zur Beraterin der lettischen Präsidentin Vaira Vīķe-Freiberga. Von 2001 bis 2002 gehörte sie dem Stadtrat von Riga an und war in dieser Zeit auch stellvertretende Bürgermeisterin der Hauptstadt. 2002 wechselte sie in die Saeima. Im nationalen Parlament war sie Vorsitzende des Ausschusses für auswärtige Angelegenheiten und gehörte dem Ausschuss für öffentliche Ausgaben und Rechnungsprüfung an.
2004 wurde Vaidere für die Partei Tēvzemei un Brīvībai/LNNK in das Europäische Parlament gewählt, 2008 wechselte sie zur neuen Partei Pilsoniskā savienība. Für diese wurde sie 2009 wiedergewählt. 2012 erfolgte eine Fusion zur neuen Partei Vienotība, dort gehört sie dem Präsidium an.
Sie gehört zu den 89 Personen aus der Europäischen Union, gegen die Russland im Mai 2015 ein Einreiseverbot verhängt hat.

## Auszeichnungen
- Im Dezember 2008 erhielt Vaidere vom ukrainischen Präsidenten Wiktor Juschtschenko den Verdienstorden 3. Klasse.